# Cobalt (雑誌)
『Cobalt』（コバルト）は、かつて集英社が発行していた日本の隔月刊小説誌。1982年8月創刊、2016年4月1日休刊。

## 概要
1982年6月号まで発行された『小説ジュニア』をリニューアルする形で、同年8月発行の夏号から創刊。1989年夏号まで季刊で発行したあと、同年10月号から隔月刊となった。以降2008年6月号まで偶数月号として発行してきたが、同年8月号を休み、9月号から奇数月号となった（従って、2008年（第27巻）は5号しか発行されていない）。
読者層は主にティーンエイジャーを中心とした10代から30代の女性。
「作家は読者が育てるもの」という方針から、新人作家の育成の場としての要素も備えており、小説ジュニア時代の「青春小説新人賞」に引き続き、創刊翌年からコバルト・ノベル大賞として新人賞も実施している。久美沙織、藤本ひとみ、山本文緒、図子慧など、コバルト誌上で少女小説によって頭角を現し、のちに一般向けの小説を書くようになった作家も多い。また逆に、赤川次郎、新井素子など、すでに著名な活動を行っていた作家が筆を執ることもあった。あるいは谷山浩子のようなミュージシャン兼小説家が、エッセイを書いていたこともあった。
扱う作品のジャンルは、空想系や古典系のファンタジー、SF、現代社会や学園もの、謎解きミステリーや百合系やBL系など幅広い。
年代毎に主流やブームの傾向がはっきりしているのも特徴で、1980年代は学園ものや青春恋愛もの、1990年代になると前田珠子、桑原水菜らの登場でファンタジーが主流になった。
2000年頃からは主流など関係なく、今野緒雪の『マリア様がみてる』や、谷瑞恵の『伯爵と妖精』などの作品がヒットし、メディア化もされて、同誌の看板作品となっていた。
2016年1月29日、集英社が作品投稿も可能な文芸サイトを立ち上げることが明らかとなり、2016年4月1日、無料ウェブマガジン「WebマガジンCobalt」が開設された。同時に『Cobalt』は2016年5月号をもって休刊となったが、これは氷室冴子や新井素子が連載していた1990年には9万部だった発行部数が1万数千部まで落ちて低迷していたことが要因であるとされる。
現在はコバルト文庫の公式サイトが代わりにWEB雑誌に近い形態になっており、新人賞は姉妹レーベルの集英社オレンジ文庫と合同開催になっている。

## 別冊コバルト
1987年新春号から1989年4月20日号まで、計5冊の『別冊Cobalt』が刊行された。この頃の本冊がB5判で厚さ1.3cm程度だったのに対し、『別冊Cobalt』はA5判で厚さ1.8cmほどであった。これは、『野性時代』や『新潮』などの判型に近く普通の文芸雑誌のような体裁で、内容も『Cobalt』よりやや上の年齢層に向けたものが多く、すべて読みきり作品で構成されていた。
その後数年のときを経て、2007年8月と2008年6月にも刊行された。

## 発行部数
|        | 1〜3月    | 4〜6月    | 7〜9月    | 10〜12月  |
| ------ | --------- | --------- | --------- | --------- |
| 2008年 |           | 35,000 部 | 35,000 部 | 33,500 部 |
| 2009年 | 32,000 部 | 30,000 部 | 25,000 部 | 25,000 部 |
| 2010年 | 23,000 部 | 22,000 部 | 21,000 部 | 20,000 部 |
| 2011年 | 30,000 部 | 18,000 部 | 18,000 部 | 18,000 部 |
| 2012年 | 18,000 部 | 18,000 部 | 18,000 部 | 16,500 部 |
| 2013年 | 15,000 部 | 15,000 部 | 15,000 部 | 15,000 部 |
| 2014年 | 15,000 部 | 15,000 部 | 15,000 部 | 15,000 部 |
| 2015年 | 12,000 部 | 12,000 部 | 12,000 部 | 11,000 部 |